# كركي أبيض القفا
كركي أبيض القفا (الاسم العلمي:Grus vipio) (بالإنجليزية: White-naped Crane)‏ هو نوع من الطيور يتبع جنس الكركي من الفصيلة الكركية.